# バリケード

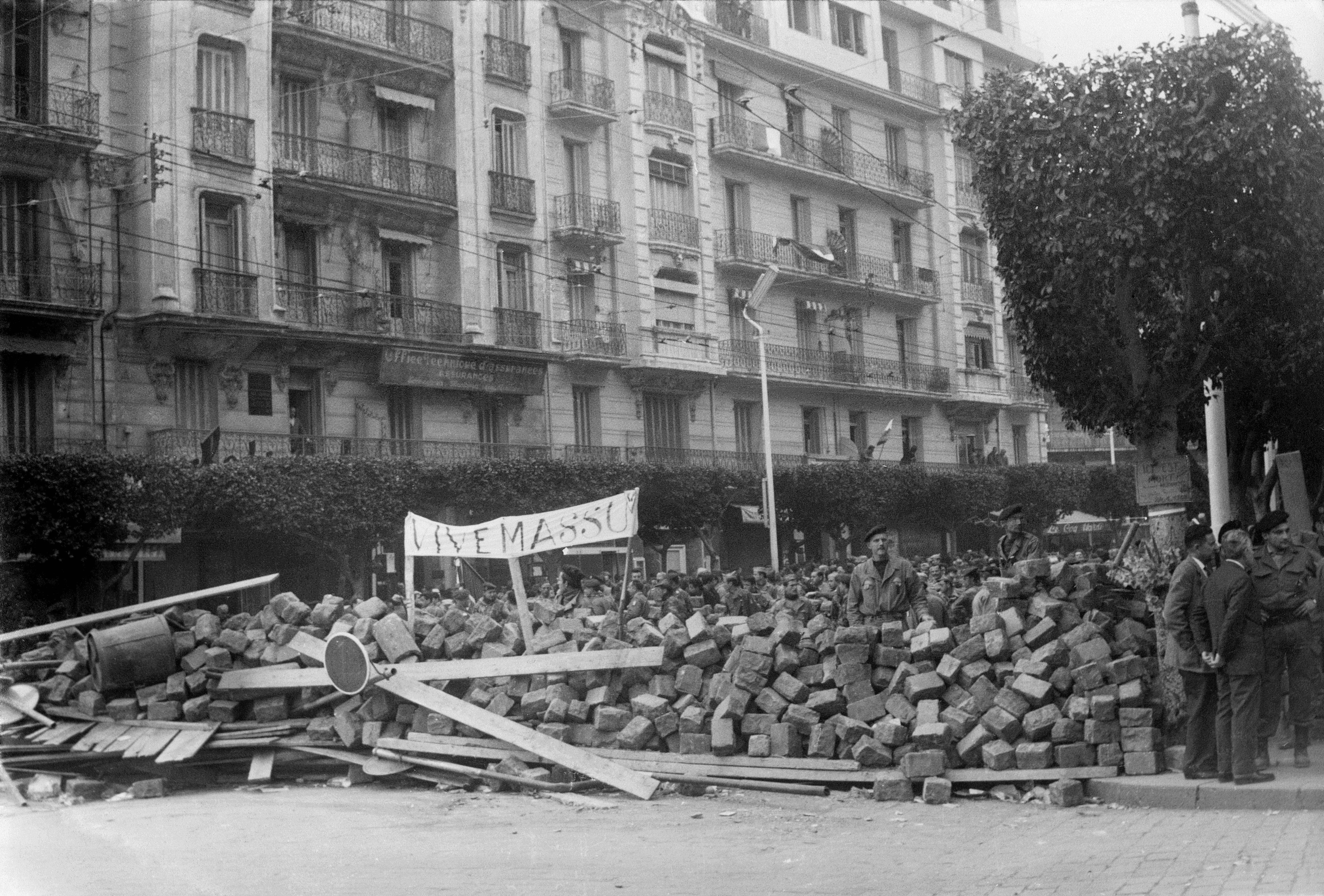
アルジェの街路に築かれたバリケード。1960年1月撮影。

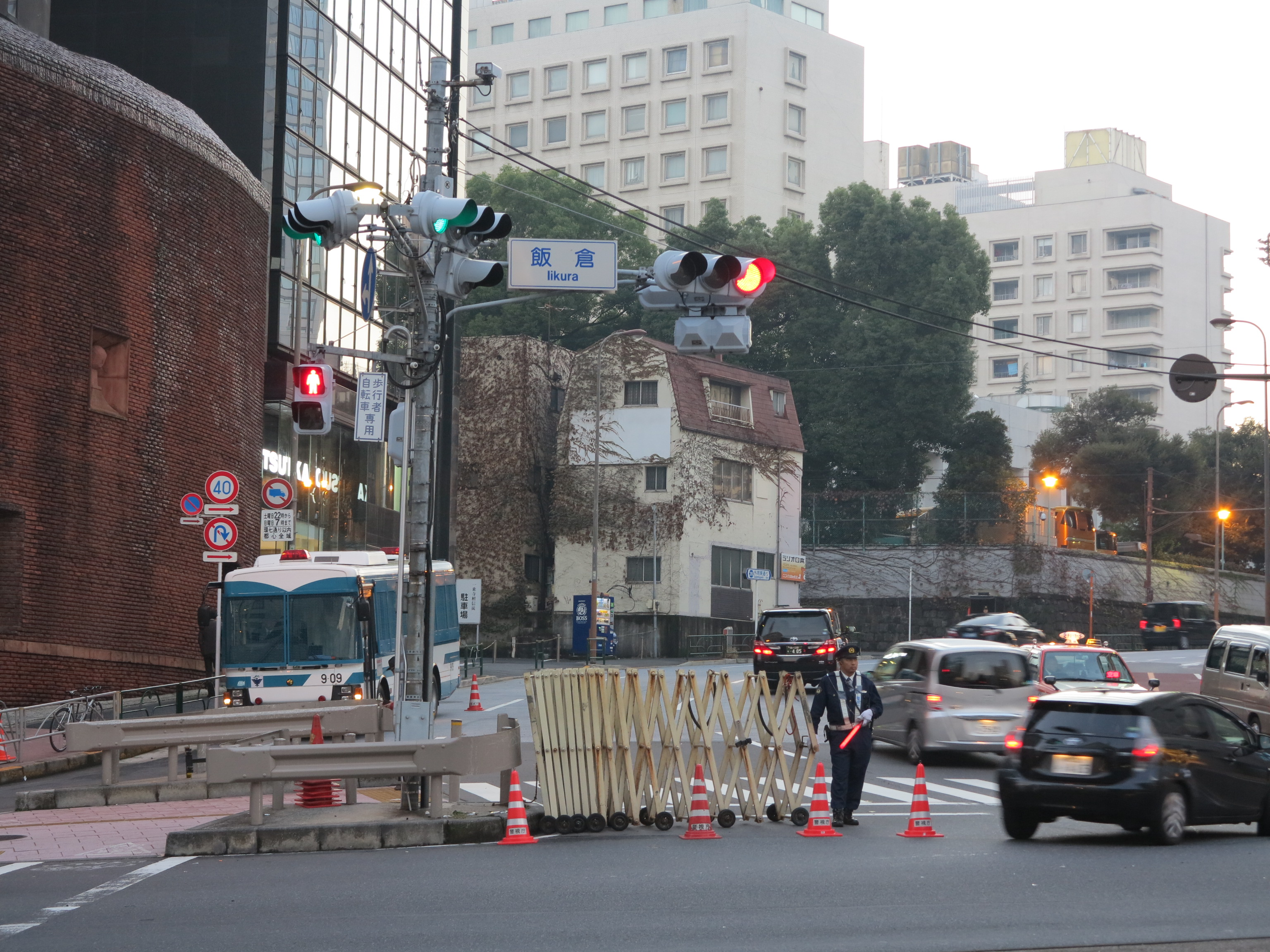
東京都港区麻布台二丁目・ロシア大使館の付近に設置されている移動式バリケード

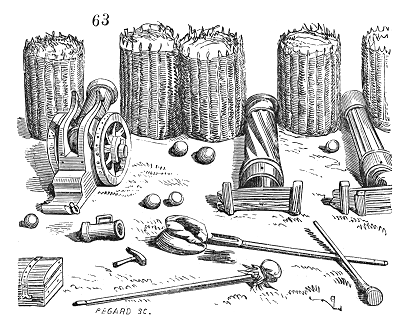
フランスの砲兵陣地で使用される蛇篭

 バリケード  （barricade、阻塞）は、戦争などにおいて相手の侵入を防ぐために築かれる障害物。

## 概要
戦場では相手の進行を塞ぎ、妨害するために様々なバリケードが築かれる。特に、迂回がしにくい市街地や隘路でその力を発揮する。素材はありあわせの瓦礫や土嚢から鉄筋コンクリートなどまで、幅広い。戦車をはじめ大きな装甲戦闘車両はバリケードに行動を阻害されやすいので、戦車単体の衝突で直接破壊することが不可能で、かつ、履帯で乗り越えられない構造物は、対戦車阻塞として機能する。具体的には、コンクリート製の巨大な角錐や、レールの基部を地中深く埋めて垂直に立てた構造物などが用いられる。
バリケードを築いて部外者の入場を拒み、機関の機能を麻痺させる戦術を「バリケードストライキ」（略称・バリスト）と呼ぶ。

## 歴史
革命など、市民が戦闘行為をする場合には正規の工兵がいないため、防衛策としてはありあわせのものでバリケードを築くことになる。近代フランスにおける革命家のルイ・オーギュスト・ブランキの著した『武装蜂起教範』は、パリで武装蜂起した革命派のバリケード形成についての古典的マニュアル本でもあった。なお、ナポレオン3世の治世下で行われたパリ改造は、こうしたバリケード構築に適した狭く入り組んだ路地を下層住民ごと排除し、軍隊の移動と大砲の使用を容易にするという治安上の目的とも絡んでいた。
日本においては、鳥羽・伏見の戦いにおいて、「酒樽台場」と呼ばれるバリケードが築かれている。これは、造り酒屋から徴用した酒樽を用いた野戦陣地と考えられている。1970年の安保闘争前後の全共闘による学生運動では盛んに利用され、東京大学、京都大学をはじめ主要な国立大学や、早稲田大学、明治大学、法政大学、中央大学、同志社大学、立命館大学などの主要な私立大学は軒並み、全学バリケード封鎖状態になっていた。

## 現代のバリケード
韓国やスイスのように戦争や有事に備える国では、早急にバリケードを築く資材が常設されている。たとえば道路沿いにコンクリートの塊を準備しているうえ、道路をまたぐコンクリート橋に爆薬を設置できるようにしてあり、有事の際には道路を塞いで敵機甲部隊などの進撃を妨害する。
近年では自爆テロや街宣右翼などへの対策のため、軍事施設や外国大使館・皇居・官邸など重要施設の周辺に移動式や固定式（起倒式）のバリケードが設置されることも多い。